# Consthum
Consthum (luxembourgsk: Konstem) er en kommune og et byområde i Luxembourg. Kommunen, som har et areal på 14,95 km², ligger i kantonen Clervaux i distriktet Diekirch. I 2005 havde kommunen 405 indbyggere. 